# Ritva Valkama
Ritva Valkama wł. Ritva Valkama-Palo (ur. 13 listopada 1932 w Jyväskylä, zm. 8 maja 2020) – fińska aktorka filmowa, teatralna i telewizyjna.

## Biografia
Ritva Valkama była znana ze swoich komicznych ról i występowała zarówno w teatrach, filmach i telewizji.
Serial telewizyjny Parempi myöhään ... (1979–1980) sprawił, że Valkama stała się znana w Finlandii. Wystąpiła w serialu z aktorem Pentti Siimes i często mylono ich jako  małżeństwo. była także aktywa w filmach i serialach od 1954 roku.
Ojciec Ritvy Valkamy był także aktorem, Reino Valkama. Była żoną aktora Perttiego Palo od 1957 roku aż do jego śmierci w 2010 roku, mieli razem trzy córki.

## Wybrana filmografia
- 1954: Wszyscy jesteśmy winni jako współlokatora Leeny
- 1955: Wild North jako prostytutka
- 1959: Brzuch do środka, skrzynia na zewnątrz! jako kucharka
- 1959: Virtaset i Lahti jako Tuula Virtanen
- 1966: W półmroku jako Essi
- 1977: Ostatnia Savotta jako pani Kestilä
- 1979: Pan Puntila i jego niewolnik Matti jako Emma Takinainen
- 1980: Za spichkami jako Miina Sormunen
- 1986: Za duży koncert jako policjantka Eevariitta Raitakari
- 1994: Brat Uuno Turhapuro jako Signe Karkama